# Lac Atlin
Pour les articles homonymes, voir Atlin.
Le lac Atlin (en anglais : Atlin Lake, en langue amérindienne Tlingit : Â Tlèn) est un lac situé à l'extrême nord-ouest de la province de Colombie-Britannique au Canada.

## Description
Avec une superficie totale de 775 km2 (îles comprises), c'est le plus grand lac naturel de cette province, cependant l'extrémité nord du lac est située à l'extérieur de la province, dans le territoire du Yukon. Sa superficie nette (îles non incluses) est de 589 km2 et il est situé à une altitude de 668 mètres.
Deux îles se trouvent dans la partie sud du lac, le détroit qui les sépare de la rive s'appelle le Torres Channel. La plus grande de ces îles est l'île Teresa (Teresa Island), elle abrite la montagne Birch (Birch Mountain) qui culmine à 2 062 mètres, ce qui en fait l'altitude la plus élevée au monde atteinte au sein d'une étendue d'eau douce.
Les principales municipalités sur le bord du lac sont Atlin sur la rive est et Scotia Bay sur la rive ouest.
Le glacier Llewellyn situé à l'extrémité sud du lac Atlin est généralement considéré comme la source du fleuve Yukon. Depuis Scotia Bay, un petit émissaire d'environ deux kilomètres part du lac Atlin en serpentant en direction du nord-ouest vers le lac Taku Arm (ou lac Tagish) qui est une extension du fleuve Yukon.

## Toponyme
Le toponyme « Atlin » a été officiellement adopté en 1887, il est d'origine amérindienne. Il proviendrait soit du mot d'origine Tagish « A-tlin », soit du nom d'origine Tlingit « Ahklen » (ou « Aht'lah ») signifiant « grande étendue d'eau ». Aujourd'hui le toponyme amérindien recommandé par le Yukon Native Language Centre est le mot d'origine tlingit « Â Tlèn ».